# Nati nel 1908/Agosto
| Questa pagina contiene informazioni ricavate automaticamente dalle voci biografiche con l'ausilio del template Bio e di un bot. L'aggiornamento è periodico e automatico e ricostruisce completamente la pagina. Se manca una persona in questa lista, sei pregato di non aggiungerla, ma accertati piuttosto che la sua voce biografica contenga il template Bio e che i dati anagrafici siano correttamente compilati. Se il template Bio manca, inseriscilo tu stesso o, in alternativa, metti l'avviso {{tmp\|Bio}} che ne segnala la mancanza. Se i dati riportati sono sbagliati, correggi direttamente la voce biografica; le modifiche saranno visibili in questa lista entro pochi giorni. Per chiarimenti vedi il progetto biografie. La lista contiene solo le 134 persone che sono citate nell'enciclopedia e per le quali è stato implementato correttamente il template Bio. Pagina aggiornata al 18 ago 2025. |

- 1º agosto - William Ling, arbitro di calcio inglese († 1984)
- 1º agosto - Elio Luxardo, fotografo italiano († 1969)
- 2 agosto - Emanuele Gazzo, giornalista italiano († 1994)
- 2 agosto - Antonio Rossetti, calciatore e allenatore di calcio italiano († 1984)
- 3 agosto - Guido Cortese, avvocato e politico italiano († 1964)
- 3 agosto - Birgit Cullberg, coreografa svedese († 1999)
- 3 agosto - Ernesto Geisel, generale e politico brasiliano († 1996)
- 4 agosto - Émile D'Hooge, pallanuotista belga († 1955)
- 4 agosto - Frank Edwards, giornalista e saggista statunitense († 1967)
- 4 agosto - Dino Gabriele, calciatore italiano
- 4 agosto - George Greenfield, calciatore inglese († 1981)
- 4 agosto - Bahiga Hafez, attrice, regista e produttrice cinematografica egiziana († 1983)
- 5 agosto - Johnny Bent, hockeista su ghiaccio statunitense († 2004)
- 5 agosto - Philip Coolidge, attore statunitense († 1967)
- 5 agosto - Quirino De Ascaniis, presbitero e missionario italiano († 2009)
- 5 agosto - Il'ja Florent'evič Florov, ingegnere aeronautico e ufficiale sovietico († 1983)
- 5 agosto - Harold Holt, politico australiano († 1967)
- 5 agosto - Shlomo Pines, storico e filosofo francese († 1990)
- 5 agosto - Paul Tabori, giornalista, romanziere e parapsicologo ungherese († 1974)
- 6 agosto - Maria Ludwika Bernhard, archeologa polacca († 1998)
- 6 agosto - René de Castries, storico francese († 1986)
- 6 agosto - Massimo Cimino, astronomo, astrofisico e museologo italiano († 1991)
- 6 agosto - Helen Hull Jacobs, tennista statunitense († 1997)
- 7 agosto - Robert Bernardis, militare austriaco († 1944)
- 7 agosto - Rino Tami, architetto svizzero († 1994)
- 7 agosto - Eqrem Çabej, linguista albanese († 1980)
- 8 agosto - Emilio Flores Márquez, supercentenario portoricano († 2021)
- 8 agosto - Arthur Goldberg, politico e giurista statunitense († 1990)
- 8 agosto - Yoneichi Miyazaki, lottatore giapponese
- 8 agosto - Ford Rainey, attore statunitense († 2005)
- 8 agosto - Conrado Ross, calciatore e allenatore di calcio uruguaiano († 1970)
- 8 agosto - Chivu Stoica, politico rumeno († 1975)
- 9 agosto - Tommaso Landolfi, scrittore, poeta e traduttore italiano († 1979)
- 9 agosto - Luis Pardiés, calciatore argentino
- 10 agosto - Gheorghe Ciolac, calciatore rumeno († 1965)
- 10 agosto - Alexander D'Arcy, attore egiziano († 1996)
- 10 agosto - Luigi Giunta, calciatore italiano († 1952)
- 10 agosto - Billy Gonsalves, calciatore statunitense († 1977)
- 10 agosto - Lauri Lehtinen, mezzofondista finlandese († 1973)
- 10 agosto - Ion Milu, militare e aviatore rumeno († 1982)
- 10 agosto - Bruno Panonzini, calciatore italiano († 1987)
- 11 agosto - Lance Comfort, regista e produttore cinematografico britannico († 1966)
- 11 agosto - Paolo Monti, fotografo italiano († 1982)
- 11 agosto - Maria Pezzi, giornalista e disegnatrice italiana († 2006)
- 11 agosto - Charles Richardson, generale britannico († 1994)
- 11 agosto - Torgny T:son Segerstedt, filosofo e sociologo svedese († 1999)
- 12 agosto - Giovanni Consolazione, pittore e artista italiano († 1964)
- 12 agosto - Adolf Bredo Stabell, diplomatico norvegese († 1996)
- 13 agosto - Boris Leven, scenografo russo († 1986)
- 13 agosto - Gene Raymond, attore statunitense († 1998)
- 13 agosto - Sergio Venzo, geologo e paleontologo italiano († 1978)
- 14 agosto - Erich Altosaar, cestista, pallavolista e calciatore estone († 1941)
- 14 agosto - Rodolfo Braselli, cestista e allenatore di pallacanestro uruguaiano
- 14 agosto - Marinus Anton Donk, micologo olandese († 1972)
- 14 agosto - Franco Gorgone, imprenditore italiano († 1975)
- 14 agosto - Arthur Häggblad, fondista svedese († 1989)
- 15 agosto - Peter Charanis, storico e bizantinista greco († 1985)
- 15 agosto - Otto Kerner, politico, magistrato e generale statunitense († 1976)
- 15 agosto - Miklós Sárkány, pallanuotista ungherese († 1998)
- 15 agosto - Mario Todesco, partigiano italiano († 1944)
- 16 agosto - George Connor, pilota automobilistico statunitense († 2001)
- 16 agosto - Angelo Pietro Maffezzoli, calciatore italiano
- 16 agosto - Michele Malaspina, attore e doppiatore italiano († 1979)
- 16 agosto - William Maxwell, scrittore e giornalista statunitense († 2000)
- 17 agosto - Angelo Paredi, religioso, storico e bibliotecario italiano († 1997)
- 17 agosto - Piero Scanziani, scrittore svizzero († 2003)
- 17 agosto - Giuseppe Verginella, partigiano italiano († 1945)
- 17 agosto - Bronisława Wajs, poeta e cantante polacca († 1987)
- 18 agosto - Sedad Hakkı Eldem, architetto turco († 1980)
- 18 agosto - Sam English, calciatore nordirlandese († 1967)
- 18 agosto - Edgar Faure, scrittore, politico e giurista francese († 1988)
- 18 agosto - Heinrich Gerlach, scrittore tedesco († 1991)
- 18 agosto - Frol Romanovič Kozlov, politico sovietico († 1965)
- 19 agosto - Barry Kelley, attore statunitense († 1991)
- 19 agosto - Warren Perley Knowles, politico e avvocato statunitense († 1993)
- 19 agosto - Eino Virtanen, lottatore finlandese († 1980)
- 19 agosto - Giorgio Voghera, scrittore italiano († 1999)
- 19 agosto - Walter Wallenborg, calciatore norvegese († 1984)
- 20 agosto - Giuseppe Bolognesi, calciatore italiano († 1990)
- 20 agosto - Kingsley Davis, sociologo statunitense († 1997)
- 20 agosto - Al López, giocatore di baseball e allenatore di baseball statunitense († 2005)
- 20 agosto - Mario Ricciardi, politico italiano († 1952)
- 20 agosto - Werner Rothmaler, botanico tedesco († 1962)
- 20 agosto - Anatolij Vlasov, fisico russo († 1975)
- 21 agosto - Guillermo Arellano, calciatore cileno († 1999)
- 21 agosto - Enzo Capalozza, avvocato, politico e costituzionalista italiano († 1994)
- 21 agosto - David Farrar, attore britannico († 1995)
- 21 agosto - Mary Margaret Kaye, scrittrice inglese († 2004)
- 21 agosto - Rudolf Rominger, sciatore alpino svizzero († 1979)
- 21 agosto - Tom Tully, attore statunitense († 1982)
- 22 agosto - Henri Cartier-Bresson, fotografo francese († 2004)
- 23 agosto - Arthur Adamov, scrittore e drammaturgo francese († 1970)
- 23 agosto - Memmo Carotenuto, attore italiano († 1980)
- 23 agosto - Willi Eichhorn, canottiere tedesco († 1994)
- 23 agosto - Georg Svensson, pallanuotista svedese († 1970)
- 24 agosto - Milton Wexler, psicoanalista statunitense († 2007)
- 25 agosto - Luise Brunner, militare tedesca († 1977)
- 25 agosto - Walter Burke, attore statunitense († 1984)
- 25 agosto - Decimo Dell'Arsina, ciclista su strada italiano
- 25 agosto - Ray Heindorf, compositore statunitense († 1980)
- 25 agosto - Eduard Roschmann, militare austriaco († 1977)
- 25 agosto - Osvaldo Velloso de Barros, calciatore brasiliano († 1996)
- 26 agosto - Luca De Luca, politico italiano († 1987)
- 26 agosto - Jacques-Paul Martin, cardinale e arcivescovo cattolico francese († 1992)
- 26 agosto - Rufino Jiao Santos, cardinale e arcivescovo cattolico filippino († 1973)
- 27 agosto - Donald Bradman, crickettista australiano († 2001)
- 27 agosto - Lyndon B. Johnson, politico statunitense († 1973)
- 27 agosto - Maurice Letchford, lottatore canadese († 1965)
- 27 agosto - Stig Wikander, linguista, indologo e iranista svedese († 1983)
- 28 agosto - Ettore Castiglioni, alpinista e scrittore italiano († 1944)
- 28 agosto - Maša Haľamová, poetessa e drammaturga slovacca († 1995)
- 28 agosto - Robert Merle, scrittore francese († 2004)
- 28 agosto - Hans Minder, lottatore svizzero
- 28 agosto - Enrico Peressutti, architetto, urbanista e designer italiano († 1976)
- 28 agosto - Arrigo Pintonello, arcivescovo cattolico italiano († 2001)
- 28 agosto - Annibale Scicluna Sorge, funzionario e giornalista italiano († 1978)
- 28 agosto - Edith Tudor-Hart, fotografa britannica († 1973)
- 29 agosto - Francesco De Zulian, fondista italiano († 1979)
- 29 agosto - Miguel Ángel Lauri, calciatore argentino († 1994)
- 29 agosto - Pietro Verri, generale italiano († 1988)
- 30 agosto - Willie Bryant, cantante e disc jockey statunitense († 1964)
- 30 agosto - Giulio D'Anna, pittore e editore italiano († 1978)
- 30 agosto - Riccardo Gizdulich, architetto, militare e partigiano italiano († 1983)
- 30 agosto - Leda Gloria, attrice italiana († 1997)
- 30 agosto - Fred MacMurray, attore statunitense († 1991)
- 30 agosto - Felicissimo Stefano Tinivella, arcivescovo cattolico italiano († 1978)
- 31 agosto - Paul-Jacques Bonzon, scrittore francese († 1978)
- 31 agosto - Edward Colmans, attore britannico († 1977)
- 31 agosto - Erna Eifler, attivista tedesca († 1944)
- 31 agosto - Camillo Ferrè, calciatore italiano († 1997)
- 31 agosto - Jacques Loew, presbitero e teologo francese († 1999)
- 31 agosto - Michele Ortuso, chitarrista, direttore d'orchestra e compositore italiano († 1981)
- 31 agosto - William Saroyan, scrittore e drammaturgo statunitense († 1981)
- 31 agosto - Robert Richardson Sears, psicologo statunitense († 1989)